# Кастеле (Воклиз)
Кастеле (фр. Castellet) насеље је и општина у Француској у региону Прованса-Алпи-Азурна обала, у департману Воклиз која припада префектури Апт.
По подацима из 2011. године у општини је живело 116 становника, а густина насељености је износила 11,79 становника/km². Општина се простире на површини од 9,84 km². Налази се на средњој надморској висини од 510 метара (максималној 1.120 m, а минималној 279 m).

## Демографија
| 1962. | 1968. | 1975. | 1982. | 1990. | 1999. | 2011. |
| ----- | ----- | ----- | ----- | ----- | ----- | ----- |
| 59    | 62    | 53    | 72    | 108   | 106   | 116   |

График промене броја становника у току последњих година